# 上天神町交差点
上天神町交差点（かみてんじんちょうこうさてん）は、香川県高松市上天神町にある交差点。香川県を代表する交通の要衝である。上天神交差点とも呼ばれる。

## 通過路線名
| 国道11号標識  | 国道11号                              |
| 国道32号標識  | 国道32号（国道11号との重複区間内）    |
| 国道193号標識 | 国道193号（当交差点より南は空港通り） |
| 国道492号標識 | 国道492号（国道193号との重複区間内）  |

## 概要
香川県において東西方向の交通の軸になっている国道11号が高松市中心部へ流入する際に、高松地域から徳島県西部へ通じる国道193号が合流する。またこの交差点から北へ伸びる国道11号本線は高松市郊外の行動軸であるさぬき夢街道（国道11号本線とそのバイパスである高松東バイパスから成る）から高松市中心部へ向かうための唯一の国道でもある。そのため、交通量は2004年に一日あたり約9万1000台で香川県下最多である。
上天神町交差点の西側およそ250 mの場所に「上天神西交差点」がある。南方向に伸びているのが香川県道172号川東高松線（鹿角街道）である。同路線はここから峰山口交差点まで国道11号と重複している。
上天神地下道を利用するためには3車線あるうち最も中央側の車線を通行しなければならないため、この交差点の前後、特に地下道の入り口付近では中央車線から地下道車線への急な車線変更が多く、車両が錯綜している。また、交通量が非常に多く（香川県最多）、さらに交差点手前という条件もあって、全体的に車間が詰まっており、そこへの強引な割り込みが原因となった接触事故が非常に多い。住民危険箇所アンケート県内1位、事故危険区間にも指定されており、不慣れなドライバーの通行には注意を要する。

## 構造
上から高速道路、歩道橋、一般道路、アンダーパスが完備された4層構造の立体交差となっており、歩行者・自転車と自動車が完全に区別される。四国初の4層構造立体交差である。

### 上天神横断歩道橋
| 上天神横断歩道橋 | 上天神横断歩道橋 | 上天神横断歩道橋                    |
| ---------------- | ---------------- | ----------------------------------- |
| 供用開始日時     | 供用開始日時     | 2003年10月7日午後12時               |
| 総事業費         | 総事業費         | 約8億円                             |
| 構造型式         | 構造型式         | 鋼床版箱桁橋（ロの字型）            |
| 径間長           | 南側             | 41.3m                               |
| 径間長           | 西側             | 44.0m                               |
| 径間長           | 北側             | 49.6m                               |
| 径間長           | 東側             | 44.0m                               |
| 有効幅員         | 通路部           | 3.0m                                |
| 有効幅員         | 階段部           | 2.6m （自転車手押し用斜路部を含む） |
| エレベーター     | 基数             | 4基（13人乗り）                     |
| エレベーター     | 内空             | 幅1.6m×奥行1.35m×高さ2.3m           |

歩道橋にはエレベーターやスロープが設備されており、他の大部分の歩道橋・信号機・街灯等の色は赤墨なのに対し、この歩道橋の本体及びそれに装置されている信号機の塗装は「歩道橋をスレンダーに明るくシャープに見せること、『港と都市をイメージさせる青』」のコンセプトからパステルブルーが採用されている。
2006年10月22日、歩道橋に設置された4基のシンドラーエレベータ製のエレベーターのうち北東側の1基でエレベータの扉が開かず男性が閉じ込められる事故が発生した。翌日、四国地方整備局香川河川国道事務所がシンドラー社社員立会いのもと他の3基も含めた緊急点検を行ったが異常はなく、他の3基は運転を再開した。しかし、事故のあったエレベーターは原因が判明しなかったこともあって運転を停止していたが、翌日になって制御コンピューターに信号を送る部品の接触不良が原因であることが判明し、四国地方整備局香川河川国道事務所が扉が開閉することを確認した。そのため10月25日から4日間をかけて、耐久性の高い部品への取り替えなど補強作業を実施した。その後、2007年5月23日に東京都杉並区の賃貸マンションで同社製のエレベーターがかごをつるすメーンロープを構成する金属線の一部が3月下旬に破断していたことが判明し、前年に事故を起こしたばかりであったこの交差点のエレベータでも5月25日15時から金属線の緊急点検が行われた。

### 上天神立体交差
| 上天神立体交差 | 上天神立体交差 | 上天神立体交差              |
| -------------- | -------------- | --------------------------- |
| 供用開始       | 供用開始       | 2004年3月27日               |
| 総事業費       | 総事業費       | 約10億円                    |
| 構造基準       | 構造基準       | 第4種第1級                  |
| 設計速度       | 設計速度       | 60km/h                      |
| 車線数         | 車線数         | 全6車線 （うち地下部2車線） |
| トンネル数     | トンネル数     | 2本                         |
| 経緯           | 事業着手       | 1994年度                    |
| 経緯           | 工事着手       | 1998年度                    |
| 工事延長       | 工事延長       | 469m                        |
| 高さ           | 高さ           | 4.5m                        |
| 幅員           | 車道           | 3.25m                       |
| 幅員           | 路肩           | 0.75m×2                     |
| 幅員           | トンネル       | 4m                          |

渋滞対策としてこの交差点は立体交差ができる交差点になっており、自動車専用の地下道が設置され、東西方向の交通はこの交差点の信号をショートカットして直進できる。しかしこの地下道の西側の出口は「上天神西交差点」であるため、上天神町交差点の信号はショートカットできてもこの上天神西交差点の信号が赤であれば地下道内で信号待ちをすることになり、さらに地下道車線からの右折は禁止されている。この上天神西交差点も含めた地下道化をすることは工期が伸び費用がかさむ事、さらに西側に大規模な峰山口交差点があることで安全面から実現せず、上天神町交差点のみの地下道化となった。
立体交差完成以前、交通量は一日あたり約7万6000台と香川県内最多で、最も多い朝のラッシュ時で西側600 m、東側800 m、南側350 m、旅行速度7 km/hの慢性的で著しい渋滞が発生していたが、完成以後の交通量は一日あたり約9万1000台に増加したにもかかわらず、渋滞は西側0 m、東側300 m、南側220 m、旅行速度36 km/hに解消した。さらに、許容量の増えたこの交差点には他に並行する主要道路の交通が移行し、他の道路の渋滞も減少した。このデータにより「大きな事業効果が得られ」たと全日本建設技術協会に認定され、香川河川国道事務所は「建設技術の活用……により、 特出した成果の得られた……事業及び施策」を表彰する「全建賞」を受賞した。

## 歴史
- 1975年4月 - 上天神町交差点完成（ただし十字路になったのは1993年9月）。
- 1990年12月 - 都市計画決定（上天神地下道の建設が決まる）。
- 2003年
  - 3月 - 高松自動車道開通。
  - 10月 - 上天神横断歩道橋供用開始。
- 2004年3月27日 - 上天神地下道開通。[8]
- 2005年7月 - 上天神立体交差事業が平成16年度全建賞を受賞。

## 周辺
周辺ではその恵まれた立地条件を活用して、郊外型の店舗が多く立地している。
- ゆめタウン高松（1998年10月開店）
- ドン・キホーテパウ高松店（2004年12月開店）

## 進路
徳島方面へは国道11号の本線を通る場合、この交差点から一旦北へ行き番町交差点で東へ向かうが、高松東バイパスを経由してこの交差点から直接行くことができるため、案内標識には東方面のみ徳島が表示されている。
ここから西へ直進すれば松山へ至るが、高知方面へは一旦そのまま西へ直進し峰山口交差点で国道32号を南へ向かわなければならない。美馬市や三好市をはじめとする徳島県西部へはこの交差点から国道193号を南へ向かう。（三好市へ向かうには国道32号を経由した方が距離、旅行時間ともに短い）
また国道193号は中新町交差点が起点であるが、本交差点までは国道11号との重複区間のため案内表示板等に路線番号が表示されるのは本交差点付近からである。

## 当交差点より主要地までの距離

### 国道11号 松山市・坂出市方面
- 松山市 155km
- 新居浜市 94km
- 観音寺市 48km
- 丸亀市 26km
- 坂出市 20km

### 国道11号 徳島市・さぬき市方面
- 徳島市 84km
- 東かがわ市 38km
- さぬき市 16km
- 高松市中心部（番町交差点） 4km

### 国道11号（高松東道路経由） 徳島市方面
- 徳島市 80km
- 津田東IC 26km
- さぬき三木IC 10km

### 国道32号 高知市・琴平町方面
- 高知市 133km
- 大豊町 94km
- 三好市 48km
- 琴平町 25km
- 綾川町 14km

### 国道193号 海陽町・美馬市方面
- 海陽町 152km
- 美馬市 38km